# جيمي كيلي (لاعب كرة قدم مواليد 1973)
جيمي كيلي (بالإنجليزية: Jimmy Kelly)‏ هو لاعب كرة قدم بريطاني في مركز الوسط، ولد في 14 فبراير 1973 في ليفربول في المملكة المتحدة. لعب مع نادي تشستر سيتي ونادي دونكاستر روفرز ونادي ريكسهام ونادي ريل ونادي سكاربورو ونادي موركامب ونادي هدنسفورد تاون ونادي والسول ووولفرهامبتون واندررز.

## وصلات خارجية
- جيمي كيلي على موقع Soccerbase.com (لاعب) (الإنجليزية)